# خانه (فیلم ۲۰۱۳)
«خانه» (انگلیسی: The House (2013 film)) یک فیلم است که در سال ۲۰۱۳ منتشر شد.